# Vương quốc Burgundia
Vương quốc Burgundia (tiếng Latinh: Regnum Burgundiae, tiếng Đức: Königreich Burgund, tiếng Pháp: Royaume de Bourgogne; tiếng Ý: Regno di Borgogna) là một vương quốc ở Tây Âu dưới thời Trung Cổ. Vương quốc Burgundia trong lịch sử có tương quan với khu vực biên giới của Pháp, Ý và Thụy Sĩ và bao gồm các thành phố lớn hiện đại như Geneva và Lyon.
Vương quốc Burgundia được hình thành do sự phân chia đế quốc Frank, từ 561-584 và từ 639-737, lần đầu rơi vào Neustria, sau đó lại là một phần của đế quốc. Cuối cùng, một lần nữa vương quốc lại được hình thành 843 theo Hiệp ước Verdun như là Trung Frank còn có tên Lotharii Regnum (Đế quốc của Lothar).
Vương quốc Burgundia trong năm 1033 lại thuộc về Đế chế La Mã Đức, đến thế kỷ 14/15 nhiều phần lại thuộc về Vương quốc Pháp.

### Danh sách quốc vương:
1. Gjúki: 406
2. Giselher
3. Godomar
4. Gundahar: 406-436
5. Gondioc: 436-472
6. Chilperic I: 470-480
7. Chilperic II: 473-476
8. Gundobad (Gundebald): 480-516
9. Godomar I: 473-476
10. Godegisel: 473-501
11. Sigismund: 516-524
12. Godomar II: 524-534
13. Childebert I: 534-558
14. Clotaire I: 558-561
15. Guntram I: 561-592
16. Childebert I: 592-596
17. Theodoric II: 596-613
18. Sigibert II: 613
19. Clotaire II: 613-629
20. Dagobert I: 629-639
21. Clovis II: 639-657
22. Clotaire III: 657-673
23. Theodoric III: 673
24. Childeric II: 673-675
25. Theodoric III: 675-691
26. Clovis III: 691-695
27. Childebert III: 695-711
28. Dagobert III: 711-715
29. Chilperic II: 715-720
30. Theuderich IV: 720-737
31. Childeric III: 743-751
32. Pepin II: 751-768
33. Karl I: 768-814
34. Ludwig I der Fromme: 814-840
35. Lothar I: 823-855
36. Charles de Provence: 855-863
37. Karl II: 863-876
38. Ludwig II: 877-879
39. Boso của Vienne (Hạ Burgondes): 879-887
40. Ludwig III "Mù": 887-924
41. Hugh của Arles: 924-947
42. Hugbert: ? - 864 (Thượng Burgondes)
43. Guelph
44. Conrad của Auxerre: 864-876
45. Rudolf I: 876-912
46. Rudolf II: 912-937
47. Konrad II "bình an: 937-993
48. Rudolf III: 993-1032
49. Richard: 918-921, người xưng là Công tước đầu tiên
50. Rudolf: 921-923
51. Hugo der Schwarze: 923-952
52. Giselbert: 952-956
53. Hugh "Vĩ đại": 943-955
54. Otto: 956-965
55. Henry "Vĩ đại": 965-1002
56. Robert "Mù lòa": 1002-1016
57. Henry I của Pháp: 1016-1032
58. Robert I: 1032-1076
59. Hugh I: 1076-1078
60. Odo I de Borel: 1078-1102
61. Hugh II: 1103-1143
62. Odo II: 1143-1162
63. Hugh III: 1162-1192
64. Odo III: 1192-1218
65. Hugo IV: 1218-1272
66. Robert II: 1272-1305
67. Hugo V: 1305-1315
68. Odo IV: 1315-1349
69. Philip I de Rouvres: 1349-1361
70. Jean II của Pháp: 1361-1363
71. Philip II "Dũng cảm": 1363-1404
72. Johann Ohnefurcht: 1404-1419
73. Philip III "Người tốt bụng": 1419-1467
74. Charles "Táo bạo": 1467-1477
75. Mary: 1477-1482